# 魏奇奇
魏奇奇（1997年5月31日—），本名魏筱奇，台灣女歌手，生於中華民國新北市，现于中国大陆发展。2020年初，以训练生身份参加爱奇艺选秀节目《青春有你》第二季。2025年，與YouTuber好友賤葆一起拍影片時才透露，她一開始的規劃中並沒有要到中國大陸發展這個選項，而是要當他的第一代新妹，會過去是後來才規劃的。

## 经历
为萌樣影视簽約藝人。
2018年，演唱《新流星花园》片尾曲「愛，存在」。
2020年，以“萌樣影视”训练生名义参加爱奇艺《青春有你2》。
2020年6月1日開始拍攝網劇《戀愛百科全書》。

## 個人生活
魏奇奇私底下相當的活潑與好動，個性十分的外向，但也因此常被好友與粉絲開玩笑說她有注意力不足過動症，她也都以幽默風趣的方式回應，而她也是個不折不扣的動漫粉絲，喜歡收集相關的週邊商品。

## 音乐作品

### 单曲
| 年份   | 名稱           | 作词曲                 | 附註                         |
| ------ | -------------- | ---------------------- | ---------------------------- |
| 2018年 | 《爱，存在》   | 吴易纬作词，蔡明仁作曲 | 新流星花园片尾曲             |
| 2018年 | 《多么幸运》   | 蓝祥源作词，李威汉作曲 | 《王牌教师麻辣出击》电影插曲 |
| 2020年 | 《孤傲的蔷薇》 | 周和作词，林耕禾作曲   |                              |

### 青春有你2时期
| 发行时间 | 歌曲名称（歌曲说明）                      | 原唱者          |
| -------- | ----------------------------------------- | --------------- |
| 2020     | 《怪美的》（初评级舞台）                  | 蔡依林          |
| 2020     | 《让世界充满爱》（全体训练生共唱公益歌曲) | 群星            |
| 2020     | 《真实》（位置测评歌曲）                  | 张惠妹          |
| 2020     | 《Yes! Ok!》（《青春有你2》主题曲)        | 青春有你2训练生 |

## 外部連結
- 魏奇奇的Facebook專頁
- 魏奇奇的新浪微博
- 魏奇奇的Instagram帳戶